# Acollesis fraudulenta
Acollesis fraudulenta är en fjärilsart som beskrevs av W. Warren 1898. Acollesis fraudulenta ingår i släktet Acollesis och familjen mätare. Inga underarter finns listade i Catalogue of Life.